# 芬里斯謝夫滕山
71°53′S 8°18′E / 71.883°S 8.300°E
芬里斯謝夫滕山（英語：Fenriskjeften Mountain）是南極洲的山峰，位於毛德皇后地，屬於德里加爾斯基山脈南部的一部分，名稱取自北歐神話巨狼芬里爾。